# Enten (plant)
Planten kunnen vegetatief vermeerderd worden door entloten of enten. Hierbij wordt een deel van een plant (de ent) vastgemaakt op een deel van een andere plant (de onderstam). De techniek wordt vaak gebruikt ter "verbetering" ("veredeling") van de plant, bijvoorbeeld rozenknoppen op een wilde onderstam. Dit kan op veel verschillende manieren.
- Ent ongeveer even dik als onderstam: plakken, copuleren, terzijde zetten.
- Onderstam is veel dikker dan de ent: spleetenten, driehoekenten, kroonenten.
- Enting met niet afgesneden scheut of twijg: zoogenten.
- Enting met een oog: oogenten of oculeren.

Na het enten wordt de ent vastgebonden met entband of raffia. Bij gebruik van raffia wordt de wond afgedekt met entwas of dipwas. Ook is het mogelijk om de ent te omwikkelen met vershoudfolie.
Enten hoeft niet altijd te gebeuren op een plant van dezelfde soort, maar kan ook op een soort die voldoende verwant is.

## Toepassing
Enten is een veel gebruikte methode in de fruitteelt. In Nederland wordt tegenwoordig veelal geënt op een zwak groeiende onderstam die kortweg zwakke onderstam wordt genoemd. Daarmee spendeert de plant zijn energie niet aan groei, maar aan vruchtzetting.
In Europa worden wijndruiven bijna altijd geënt op Amerikaanse onderstammen omdat deze bestand zijn tegen druifluis (Phylloxera). 
Ook rozen zijn vaak geënt op een onderstam. 
Passiflora edulis forma edulis wordt vaak geënt op een onderstam van Passiflora edulis forma flavicarpa omdat deze resistent is tegen bodemziektes als fusariumrot en nematodes.

## Geschiedenis
In het Romeinse Rijk entten landbouwers al fruitbomen en druiven. In de Brief van Paulus aan de Romeinen noemt de apostel het enten tegennatuurlijk en vergelijkt hij het toetreden van niet-Joden tot het christendom uitvoerig met het enten van een minderwaardige wilde olijfboom op een edele olijfboom. Daarmee spoort hij de niet-Joden aan tot dankbaarheid en bescheidenheid.

## Afbeeldingen

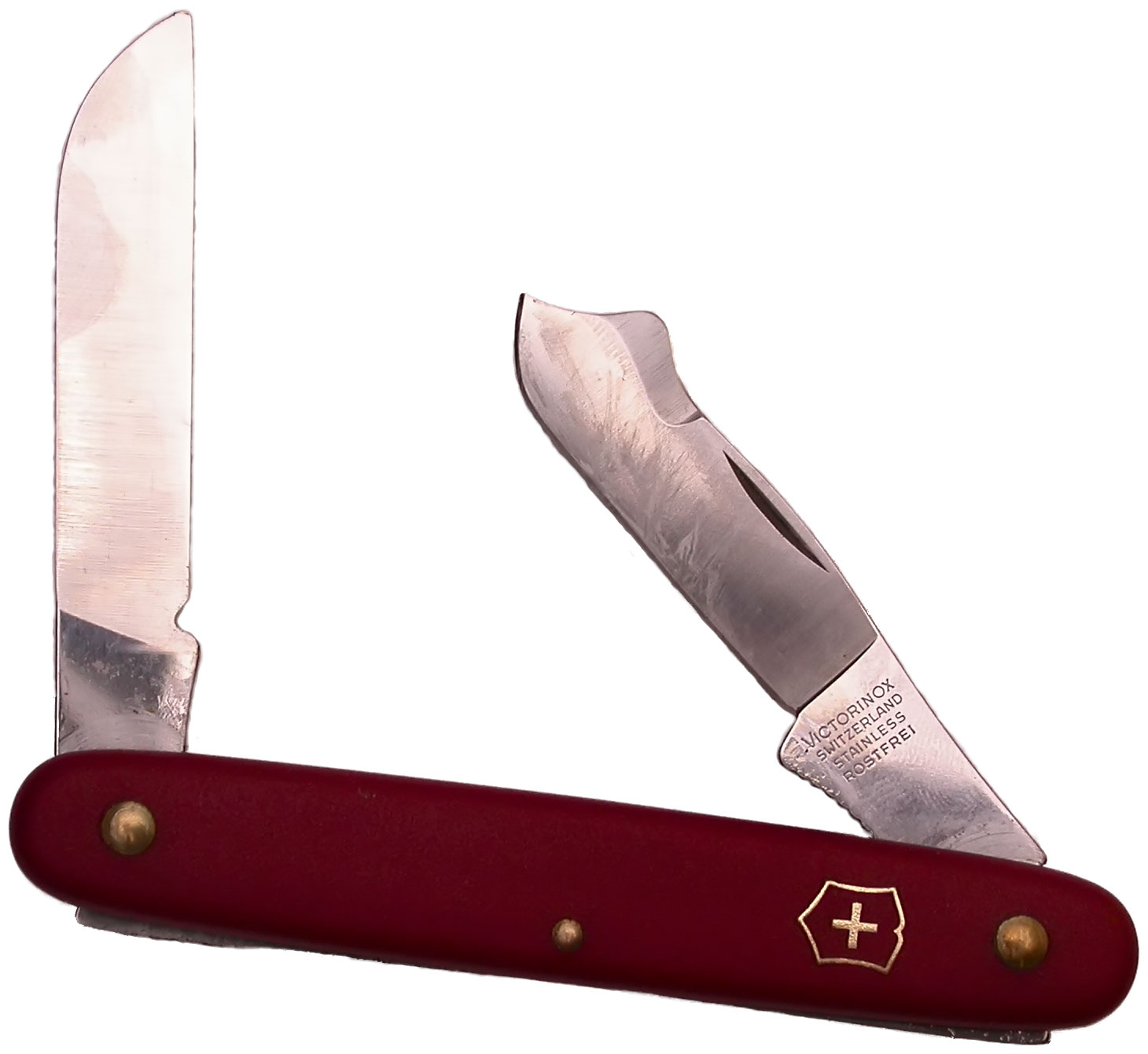
Oculeermes
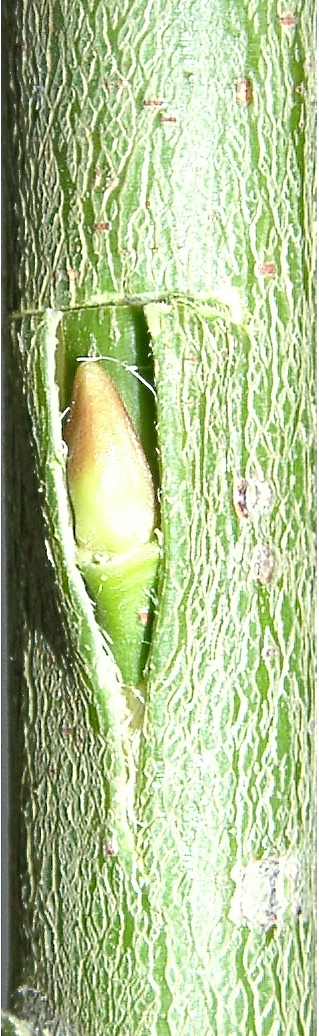
Oogent
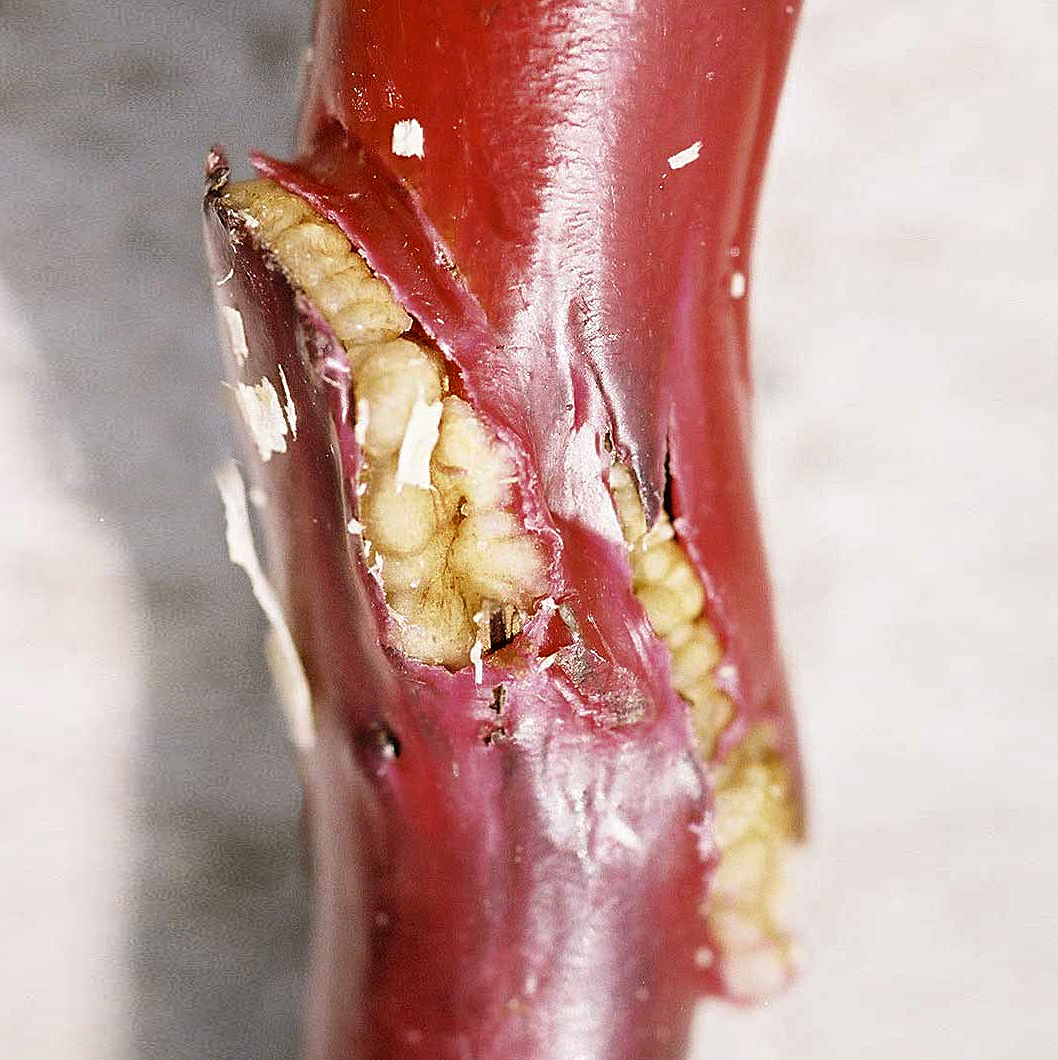
Plakent bij druif
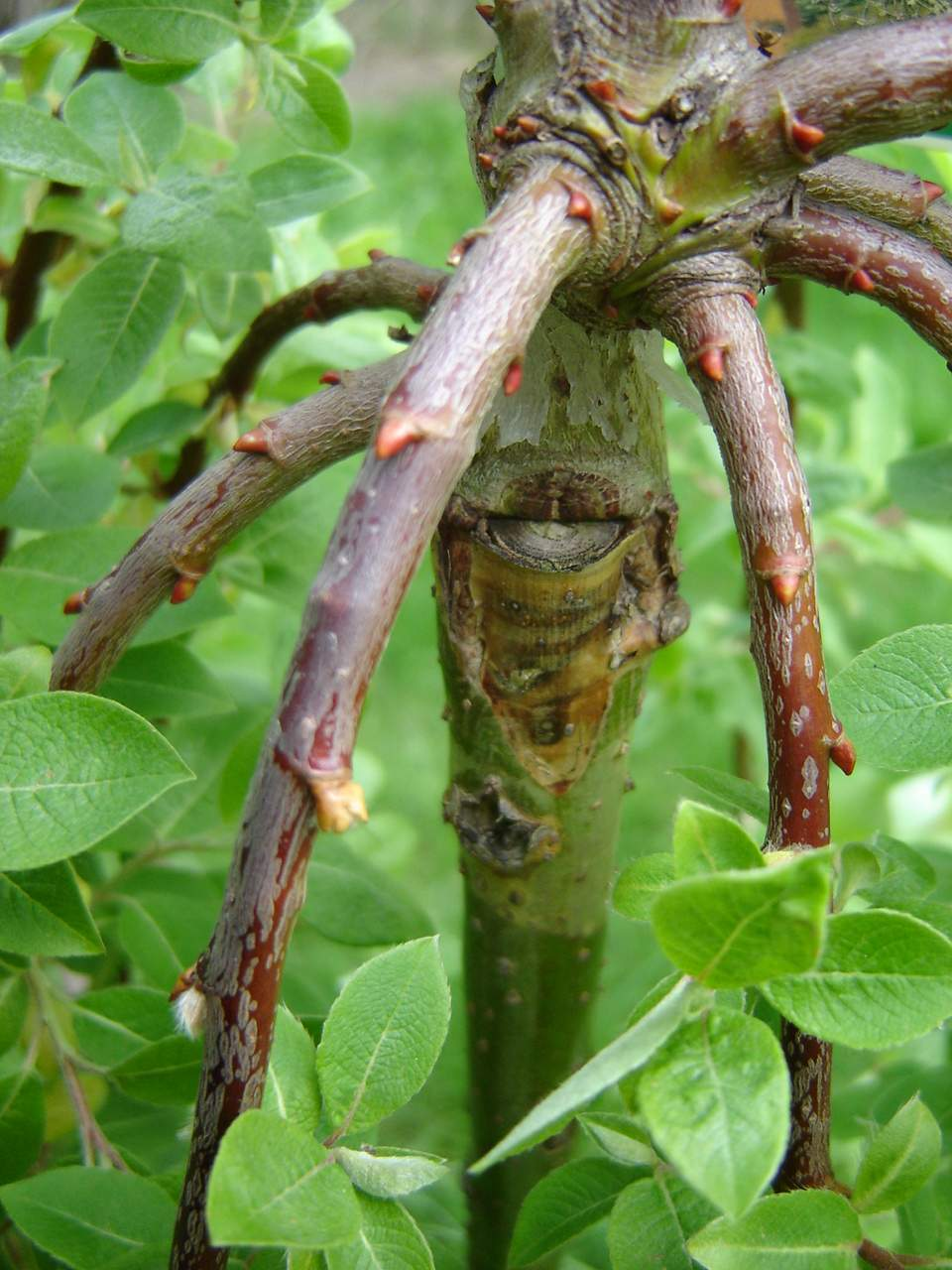
Veredelingsplaats (entplaats) van Salix caprea 'Pendula'